# A. Hedenlund & Co vin- och spirituosahandel

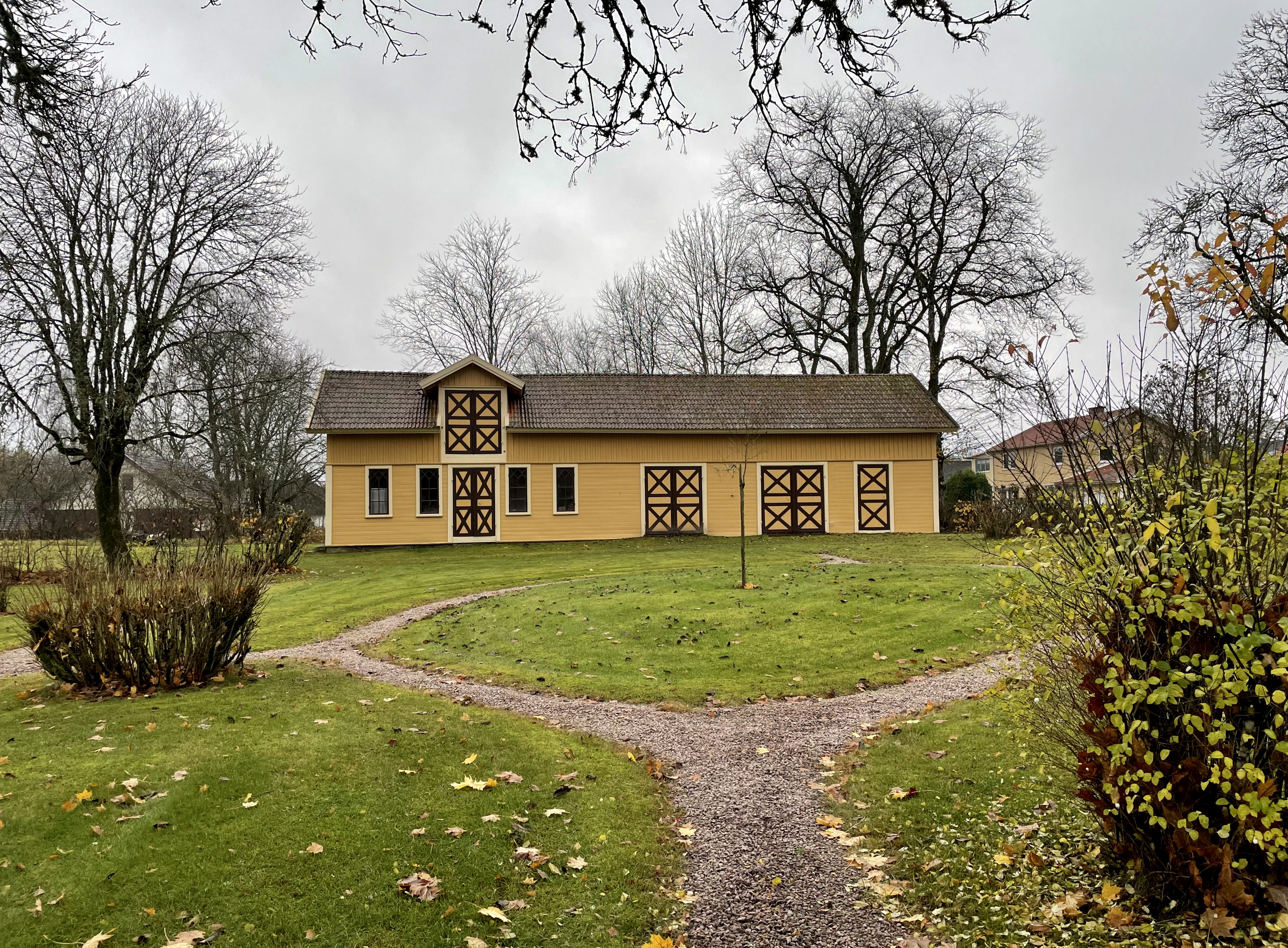
Uthuset är placerat mittemot Hedenlunds huvudbyggnad i trädgårdens södra ände. Inuti ryms avträde, stall, sel- och foderrum samt vagnsbod.

A. Hedenlund & Co Vin- och Spirituosahandel är en vin- och spirituosahandel i Sexdrega, Svenljunga kommun i Västergötland, som uppfördes på 1880-talet och var verksam fram till slutet av 1890-talet. Huset är byggnadsminne sedan den 30 april 2010.

## Beskrivning
Hedenlund & Co:s handelshus i Åkersta är en mycket välbevarad miljö med bostadshus, en butiksdel i bottenvåningen, uthus och stallvagnsbod samt stenkällare. Fastigheten är centralt belägen i Sexdrega samhälle, utmed den äldre sträckningen av Svenljungavägen. Huvudbyggnaden, ritad av C.J. Friberg och T. Svensson, uppfördes 1886, strategiskt mellan den dåvarande järnvägsstationen och gästgivaregården. Uthuset, placerat mittemot huvudbyggnaden, i trädgårdens södra ände är uppfört 1888-1889.
Trädgården utgör en del av den arkitektoniska kompositionen av fastigheten och sambanden mellan bebyggelse och trädgård är tydliga. Den har ursprungligen varit arrangerad med planteringar och gångsystem samt tennisbana. Större delen av det grusade gångsystemet finns bevarat runt huset och mot söder. Öster om häcken finns en vildvuxen yta med bland annat vattenpump och en delvis överbyggd jordkällare. Denna del av trädgården har tidigare haft en ängsbetonad prägel och användes exempelvis för krocketspel.

## Historik

### Förutsättningar
Från år 1864 blev det tillåtet att bedriva handel på landsbygden. Lagändringen var en förutsättning för starten året därpå av Hedenlund & Co i Sexdrega. Att Kindsbanan (Kinds Härads Jernväg), som invigdes i november 1885, skulle dras genom Sexdrega var också av betydelse för att företaget satsade på affärsverksamhet på orten. Tidigare hade man verksamhet i både Borås och Svenljunga. Att det låg ett gästgiveri på platsen berodde på att landsvägen gick genom Sexdrega och att resande sedan länge stannade till på platsen.

### Handelshusets uppgång och fall
Från huvudbyggnadens uppförande 1886 och fram till 1897 användes den murade delen av bottenvåningen som lager och källare åt vin- och spirituosabutiken. Resterande del av bottenvåningen utgjordes av butikslokalen. Trots att verksamheten upphörde så tidigt är bottenvåningen med butikslokal, lager, källare och kontor bevarade nästan helt intakt.
I bottenvåningen bedrevs handel med vin och spirituosa. Butikens bevarade böcker med räkenskaper avslöjar både vilka som var kunder och vad som såldes. Det var främst välbärgade män som handlade. Kunderna hade med sig sin egen flaska i vilken drycken tappades upp från fat. Sannolikt fanns det en krog i närheten där mindre bemedlade hade råd med lite simplare brännvin. Andra kunder var prästerskapet vid Sexdrega kyrka, som köpte sitt nattvardsvin på Åkersta, liksom närliggande gästgiverier och beställare som handlade på distans.
Några kvinnor handlade också alkohol, då främst starkvin i händelse av besök eller cognac att använda som medicin. Kvinnor i borgerliga familjer, som konsumerade mer alkohol än ett glas vin vid middagen eller lite fruktlikör under högtider betraktades inte med särskilt blida ögon. Den största efterfrågan i butiken hade Punsch, cognac och brännvin. Specialiteten i Åkersta var mousserande punsch, som sannolikt tillverkades i det närbelägna gästgiveriet.
På övervåningen bodde en av företagets delägare, Frans Gustafson och hans dotter Ellen, i en bekväm lägenhet på sex rum och kök. Fröken Meurling hade också en egen kammare i husets övervåning. Hon hade hand om Ellens uppfostran och stannade hos familjen ända tills Ellen var omkring 30 år gammal. En guvernant ska också ha bott i huset.
Uthuset, som är placerat mittemot huvudbyggnaden i trädgårdens södra ände, är uppfört 1888-1889. Inuti ryms avträde, stall, sel- och foderrum, vagnsbod med mera, som är bevarat i original. Franz och Ellen Gustafson kunde leva gott på andra våningen i huset, men efter bara elva år stängde man butiken. Detta lär ha berott på en trend, som märktes i hela landet och som i synnerhet påverkade handeln med alkohol på landsbygden. Nykterhetsrörelsen vann terräng i sina försök att stävja brännvinsdrickandet. Försäljningen på Åkersta minskade till hälften inom loppet av några år. Det blev svårare att köpa och sälja alkohol utanför städerna, vilket påverkade både butiker och krogar.

## Byggnadsminne och byggnadsvård

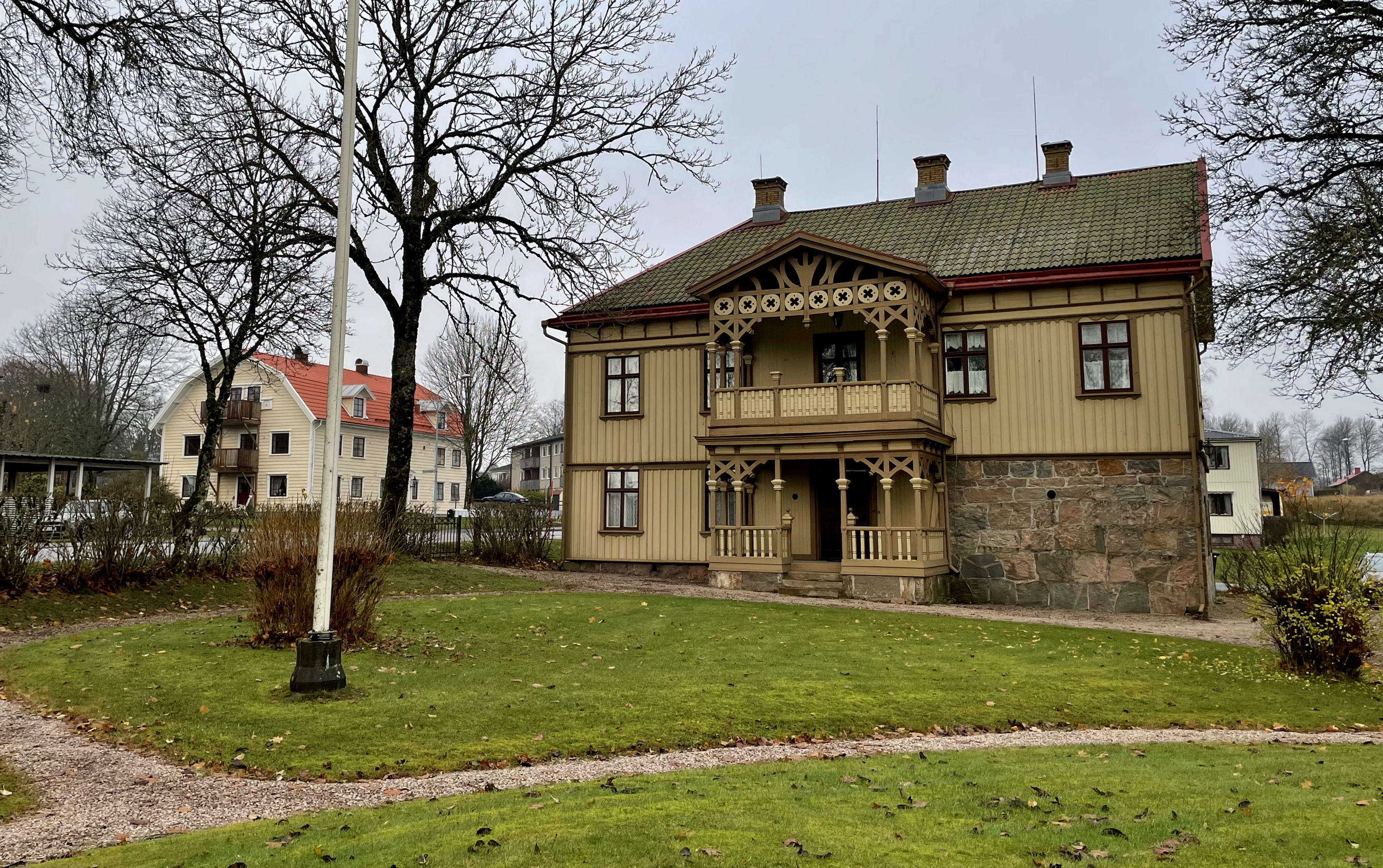
Hedenlunds handelshus, med en del av trädgården, sett från söder.

Efter det att butiken i Sexdrega stängdes för gott har här knappast skett några förändringar på över etthundra år. Även bostaden i husets övervåning har fått behålla sin karaktär, men har delvis moderniserats. Den gamla vin- och sprithandeln i Sexdrega är en typ av butik som förr var vanligt förekommande, men som det numera inte finns många kvar av i Sverige. Fat och flaskor, idag tomma då innehållet dunstat bort, står kvar på hyllorna och fortfarande ägs huset av samma släkt som när det var nybyggt.
Under åren 2004–09 har huvudbyggnaden och uthuset rustats upp, bland annat har färgsättningen återställts till ursprungligt utförande. Trädgården har restaurerats med ursprungligt växtmaterial och grusgångarna har återfått sin sträckning. Åtgärderna har utförts med stöd för byggnadsvård från Länsstyrelsen under antikvarisk medverkan från Regionmuseum Västra Götaland.

## Butiker för försäljning av vin- och spritdrycker

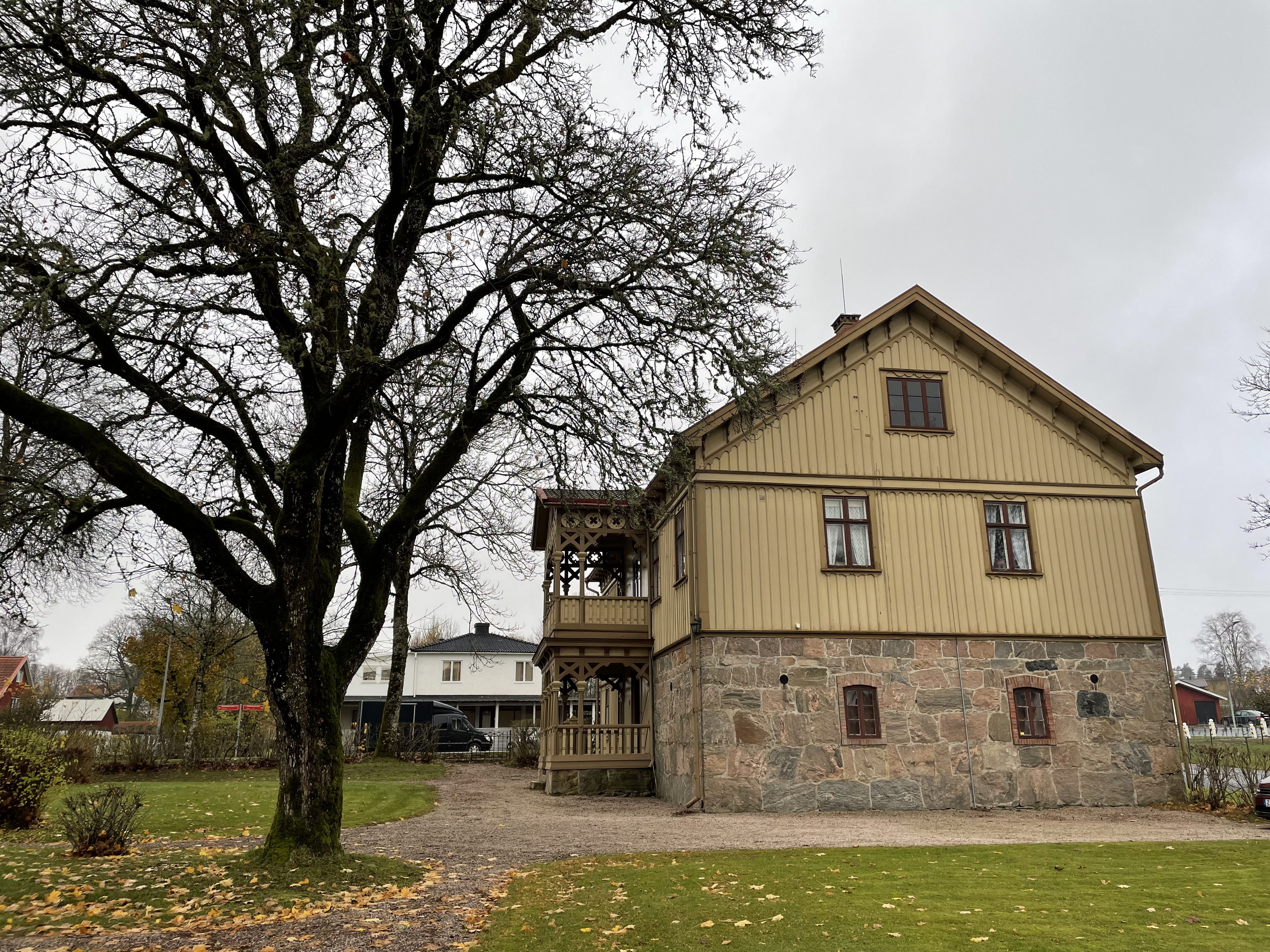
Den murade östra delen för källare och lager vid Hedenlunds handelshus.

Numera finns det en systembolagsbutik i Svenljunga kommun, liksom i omgivande kommuner – Borås, Mark och Tranemo samt Falkenberg och Gislaved. Kommunerna har fortfarande rätt att hindra etableringen av systembolag, men färre och färre kommuner håller på det, bland annat för att annan detaljhandel blir lidande om invånarna lockas att åka till en annan kommun för att handla. År 2013 fanns det minst en systembolagsbutik i Sveriges samtliga kommuner.

## Fotogalleri

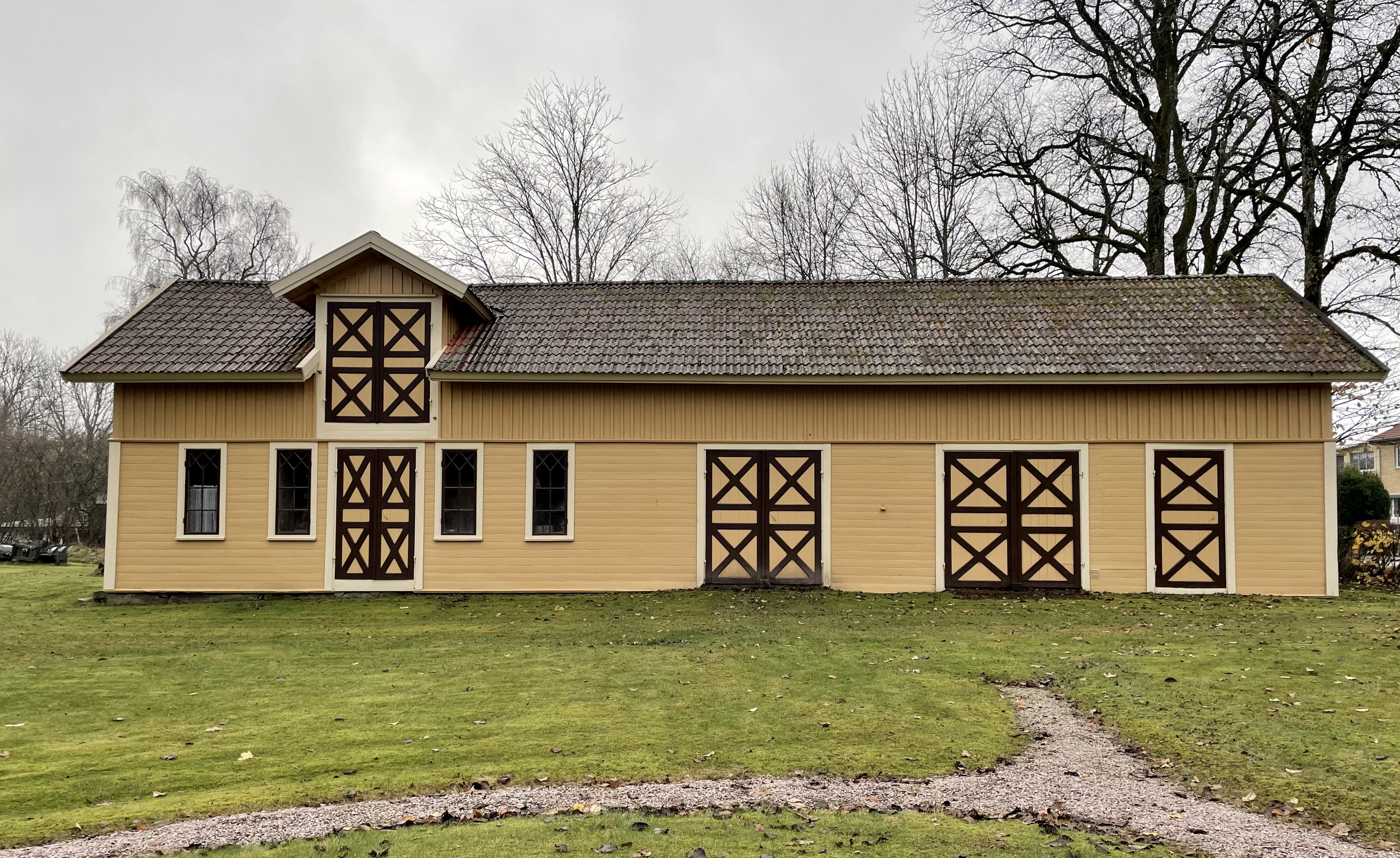
Uthuset med stall i trädgårdens södra ände.
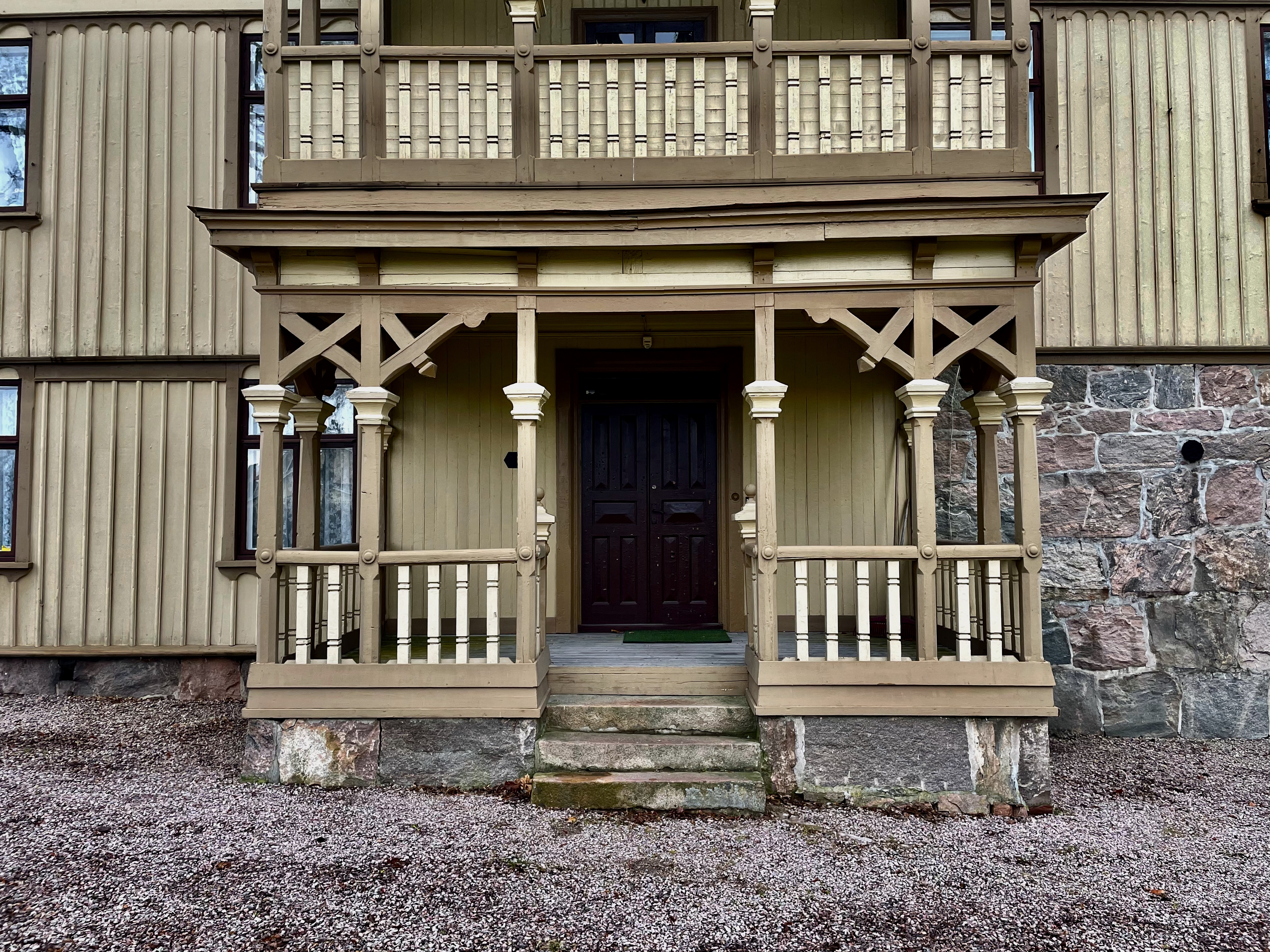
Veranda med entré, Hedenlunds handelshus.
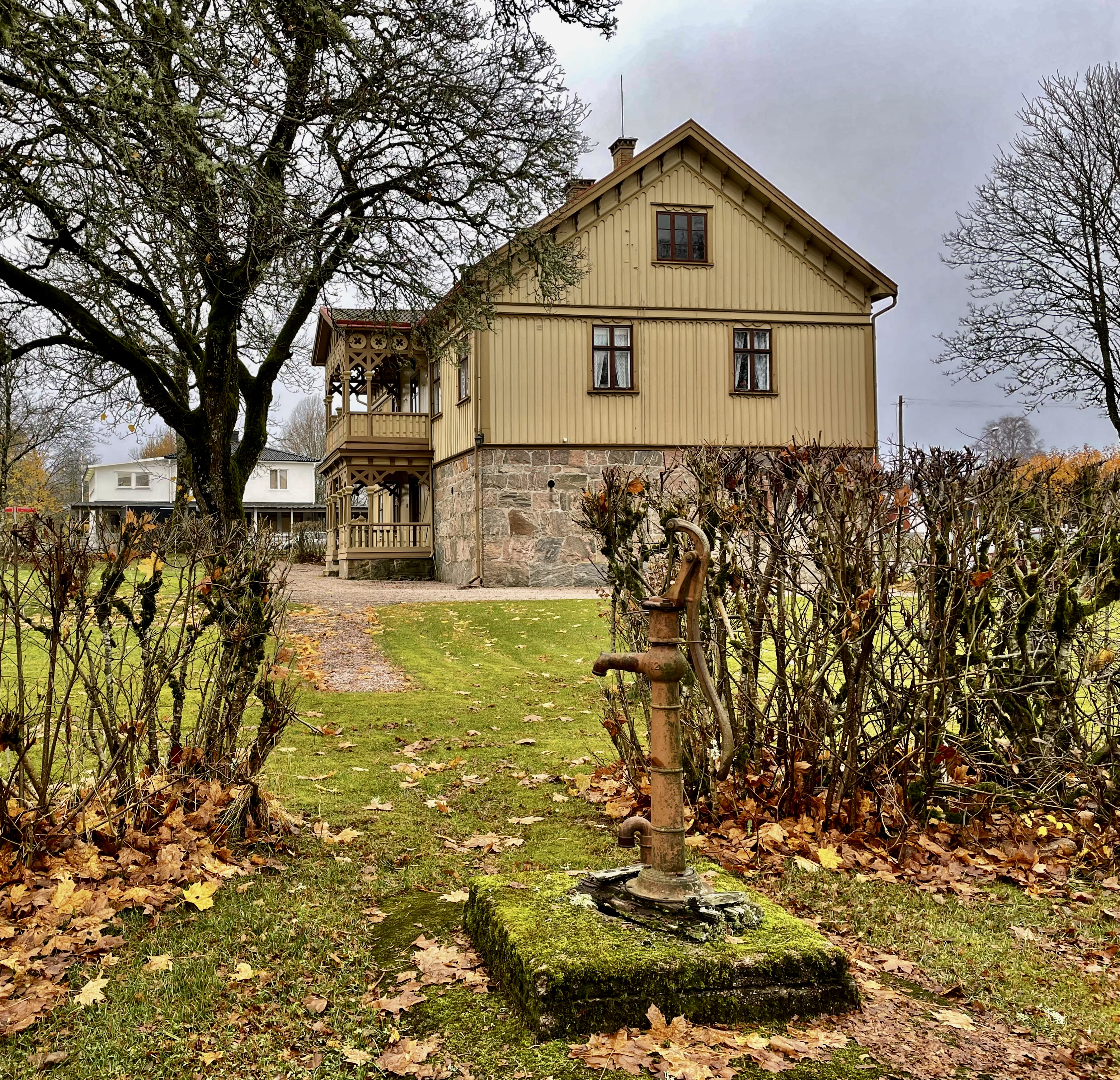
Pumpen vid Hedenlunds.
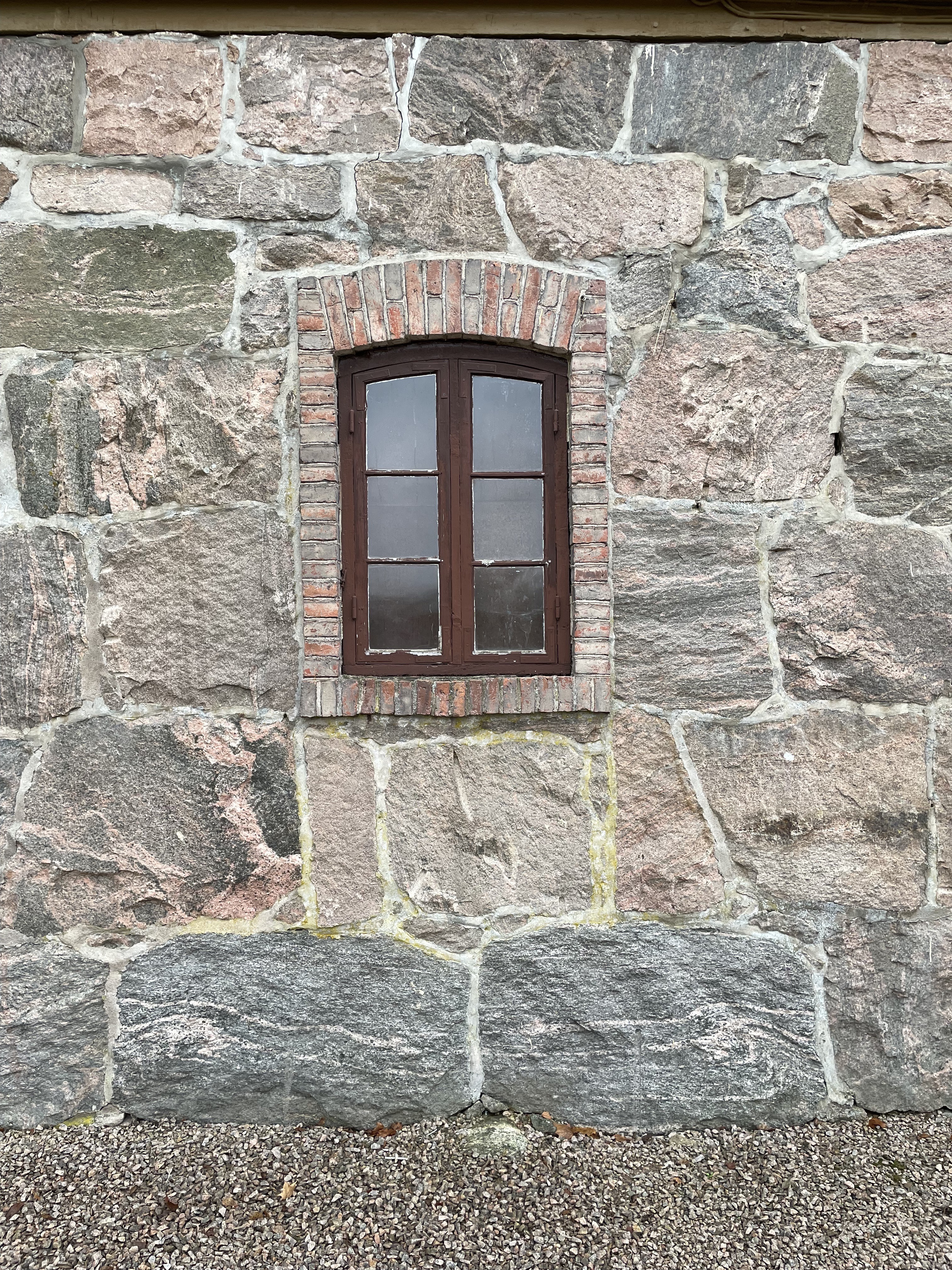
Fönster på östra sidan av Hedenlunds handelshus.
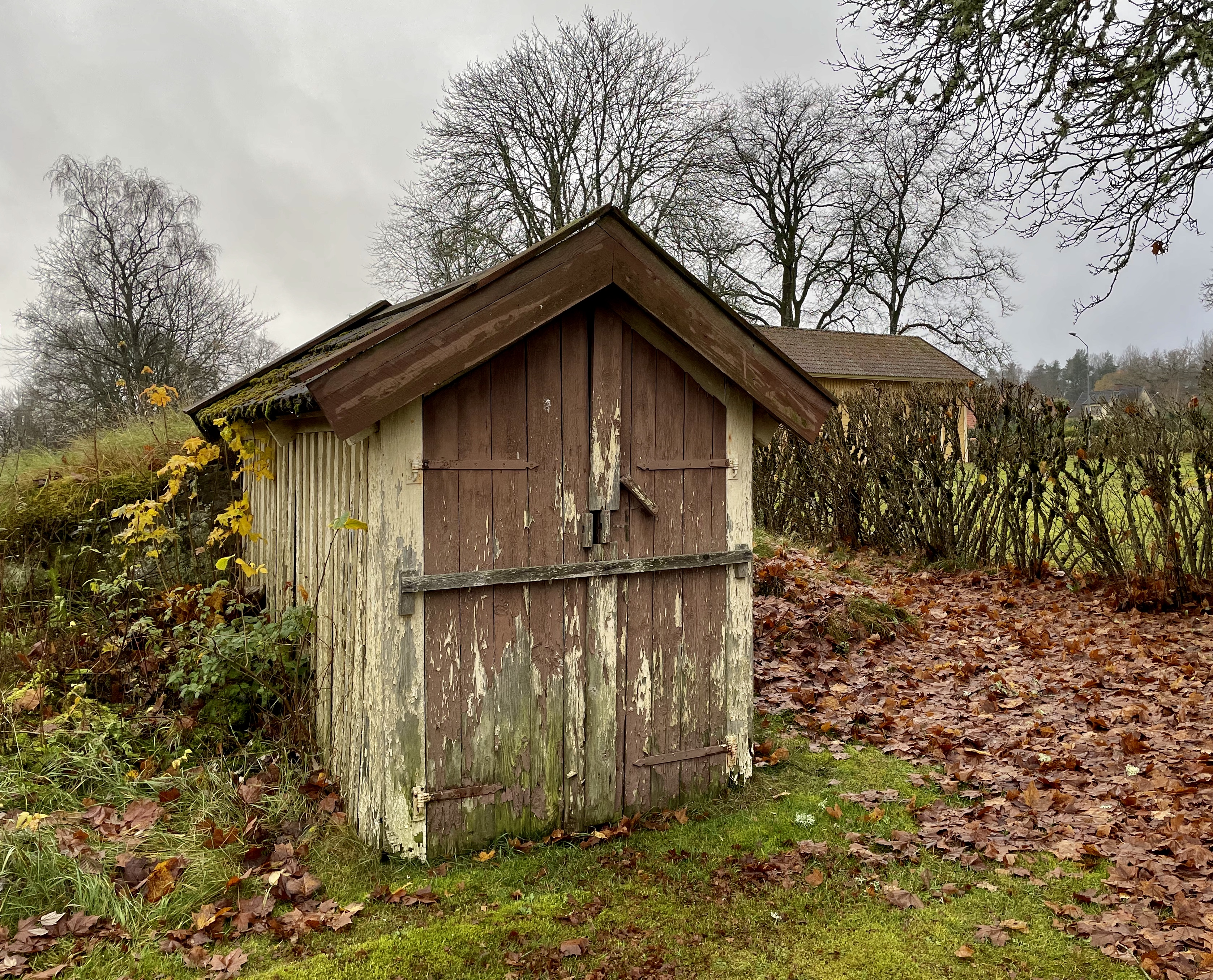
Ingång till jordkällaren vid handelshuset.